# IC 3632
IC 3632 ist eine Balken-Spiralgalaxie vom Hubble-Typ SBm? im Sternbild Coma Berenices am Nordsternhimmel. Sie ist schätzungsweise 214 Millionen Lichtjahre von der Milchstraße entfernt.
Das Objekt wurde am 23. März 1903 von Max Wolf entdeckt.